# Västra Frölunda landskommun
Västra Frölunda landskommun var en kommun i dåvarande Göteborgs och Bohus län

## Administrativ historik
När 1862 års kommunalförordningar trädde i kraft inrättades denna kommun i Västra Frölunda socken i Askims härad i Västergötland.
I kommunen inrättades Långedrags municipalsamhälle 25 januari 1907 och Hagens municipalsahälle 19 augusti 1910. Dessa två sammanslogs 1 januari 1922 och bildade då Älvsborgs municipalsamhälle.
1 januari 1945 upplöstes kommunen och municipalsamhället och området införlivades i sin helhet med Göteborgs stad och delades in i åtta stadsdelar; Älvsborg, Fiskebäck, Högsbo, Järnbrott, Näset, Rud, Tynnered och Önnered.. Göteborgs stad ombildades 1971 till Göteborgs kommun.

## Politik

### Mandatfördelning i Västra Frölunda landskommun 1938-1942
| 16 | 2 | 5 | 7 |

| 29 |

|  | 16 |  | 5 | 7 |

| 27 |